# Wzdół Rządowy
Wzdół Rządowy – wieś w Polsce położona w województwie świętokrzyskim, w powiecie kieleckim, w gminie Bodzentyn.
W latach 1975–1998 miejscowość administracyjnie należała do województwa kieleckiego.

Miejscowość jest siedzibą parafii Wniebowzięcia NMP. W strukturze kościoła rzymskokatolickiego parafia należy do metropolii krakowskiej, diecezji kieleckiej, dekanatu bodzentyńskiego.

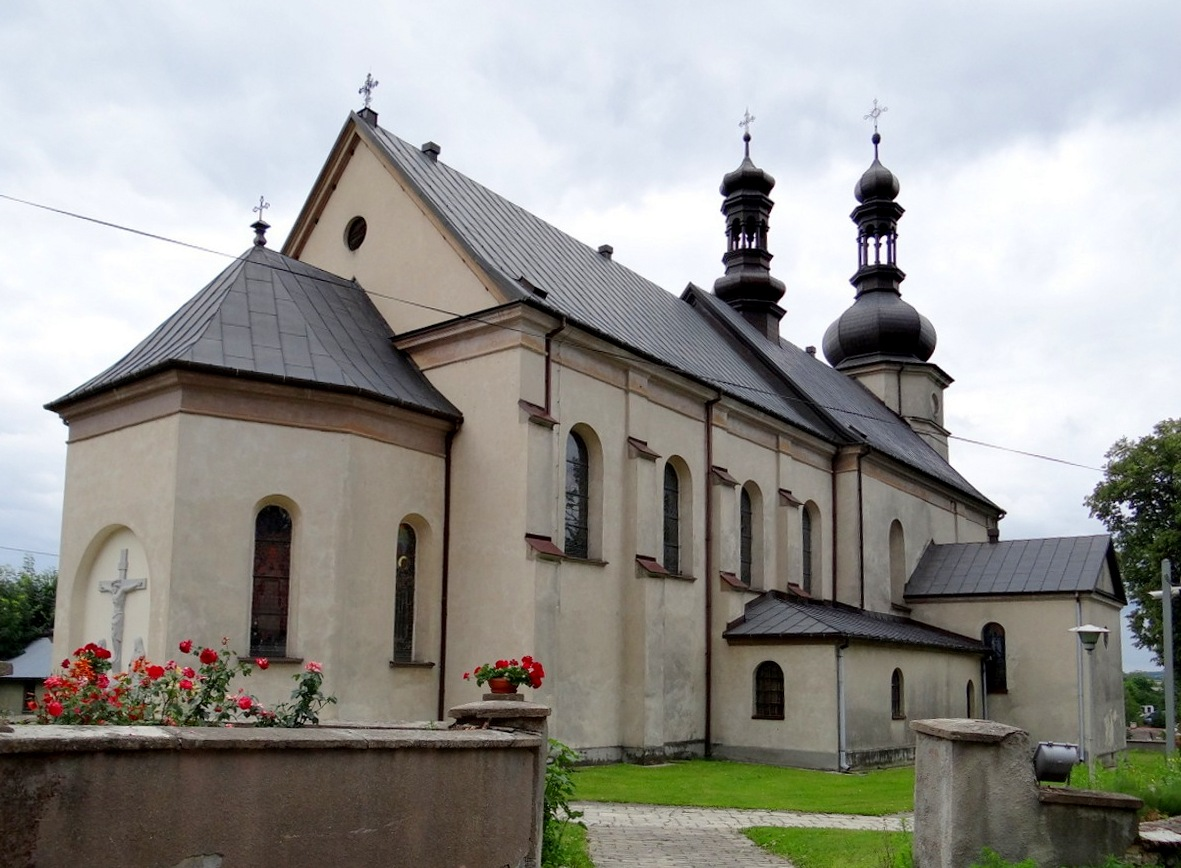
Kościół Wniebowzięcia NMP

## Położenie
Wieś położona jest na wzgórzach Płaskowyżu Suchedniowskiego, na północny wschód od Pasma Klonowskiego Gór Świętokrzyskich. Część miejscowości znajduje się w dolinie rzeki Psarki, prawego dopływu Świśliny.

Przez wieś przebiega droga wojewódzka nr 751 z Suchedniowa do Ostrowca Świętokrzyskiego.

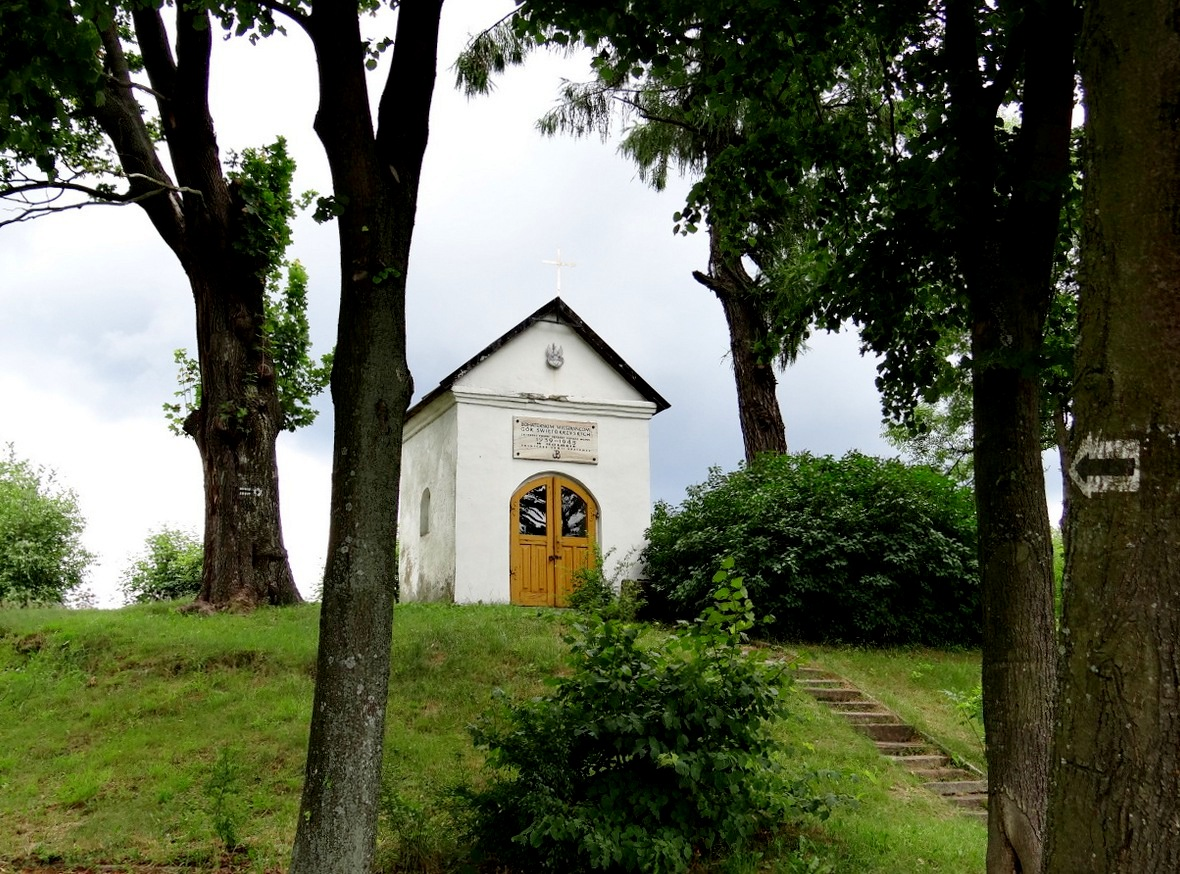
"Wzgórze Barbarka" z kapliczką św. Barbary

## Zabytki
- Barokowy kościół parafialny pw. Wniebowzięcia NMP, wzniesiony w 1687 r., przebudowany w 1938 r., wpisany do rejestru zabytków nieruchomych (nr rej.: A.224 z 24.11.1932 i z 28.02.1967)[7].
- Cmentarz parafialny (nr rej.: A.225 z 7.01.1993)[7].